# Dohrniphora buscki
Dohrniphora buscki är en tvåvingeart som beskrevs av Malloch 1912. Dohrniphora buscki ingår i släktet Dohrniphora och familjen puckelflugor.
Artens utbredningsområde är Panama. Inga underarter finns listade i Catalogue of Life.